# Cantonul Merville
Cantonul Merville este un canton din arondismentul Dunkerque, departamentul Nord, regiunea Nord-Pas-de-Calais, Franța.

## Comune
- Haverskerke (Haverskerque)
- La Gorgue
- Meregem (Merville) (reședință)
- Nieuw-Berkijn (Neuf-Berquin)
- Stegers (Estaires)
- Zoeterstee (Le Doulieu)